# La Central, Veracruz
La Central är en ort i Mexiko.   Den ligger i kommunen Tempoal och delstaten Veracruz, i den sydöstra delen av landet, 250 km norr om huvudstaden Mexico City. La Central ligger 103 meter över havet och antalet invånare är 361.
Terrängen runt La Central är platt. Runt La Central är det ganska tätbefolkat, med 72 invånare per kvadratkilometer. Närmaste större samhälle är Tempoal de Sánchez, 7,8 km väster om La Central. Omgivningarna runt La Central är en mosaik av jordbruksmark och naturlig växtlighet.